# Museo d'arte moderna e contemporanea (Nizza)
Il Museo d'arte moderna e contemporanea (in francese Musée d'art moderne et d'art contemporain, conosciuto anche come MAMAC) di Nizza è un museo 
dedicato principalmente all'arte moderna e a quella contemporanea.

## Descrizione
Ubicato vicino a Place Garibaldi, il museo d'arte moderna e contemporanea venne progettato dagli architetti Yves Bayard e Henri Vidal e modellato ad arco tetrapode. Ispirata alle strutture neoclassiche, la struttura si presenta rivestita di marmo di Carrara.
Al suo interno si possono apprezzare diverse opere di artisti noti come Gustav Metzger, César Baldaccini, Daniel Spoerri, Martial Raysse, Mimmo Rotella, Yves Klein e Tom Wesselmann.